# Жук, Валентин Исаакович
Валентин Исаакович Жук (род. 28 июня 1934) — советский и голландский скрипач. Сын Исаака Жука.

## Биография
Окончил Центральную музыкальную школу и Московскую консерваторию (1957), занимаясь под руководством Абрама Ямпольского; в аспирантуре учился у Леонида Когана. Среди музыкантов, творческое общение с которыми повлияло на него, называет Натана Рахлина, Кирилла Кондрашина, Евгения Светланова.
В 1957 году был удостоен первой премии на исполнительском конкурсе Всемирного фестиваля молодёжи и студентов в Варшаве, в дальнейшем становился лауреатом Международного конкурса имени Чайковского (1958, 6-я премия), Международного конкурса имени Лонг и Тибо (1960, 2-я премия), Конкурса скрипачей имени Паганини (1963, 2-я премия).
В 1970—1989 гг. — концертмейстер Симфонического оркестра Московской филармонии. С 1989 года живёт в Нидерландах. Концертмейстер Симфонического оркестра Нидерландского радио, преподаёт в Амстердамской консерватории.
Заслуженный артист РСФСР (11.04.1977), Народный артист РСФСР (15.06.1987).